# ダルマエナガ
ダルマエナガ（達磨柄長、学名Paradoxornis webbianus）は、スズメ目ダルマエナガ科に分類される鳥類の一種である。

## 分布
ロシアの極東沿海地方、中国東部および南部、朝鮮半島、台湾、ミャンマーの北部に分布する。生息地では留鳥で、渡りはほとんど行わない。
日本では迷鳥として、1984年に新潟県粟島で記録されただけである。本種は飼い鳥としても輸入されているため、かご抜けした個体である可能性もある。

## 形態
全長約12cm。全身桃色を帯びた暗い灰色だが、胸から腹にかけてはやや白味を帯びる。尾羽は長く褐色で、楔型をしている。嘴は短く丸い。雌雄同色である。エナガ（エナガ科）に似ているが、科の異なる別の鳥である。

## 生態
平地の灌木帯、草地、疎林などに生息する。非繁殖期は、数羽から百羽程の群れを作って生活している。
嘴で植物の茎を割り昆虫類を捕食する。また、植物の種子も食べる。
小川の側の竹やぶや、草藪の中に営巣する。竹の葉や枯れ草などを使って、丸い塊状の巣を作る。1腹4-5個の卵を産む。朝鮮半島ではカッコウの托卵先になっている。